# The Great Sasuke
Masanori Murakawa (村川 政徳?, Murakawa Masanori; Morioka, Prefettura di Iwate, 18 luglio 1969) è un wrestler giapponese meglio conosciuto con il ring name The Great Sasuke.
Ha lottato sia in Giappone che negli Stati Uniti in varie federazione di wrestling. È famoso per la sua resistenza al dolore, riferibile ai numerosi infortuni subiti dal giapponese, tra cui la rottura del cranio in due occasioni.
Ha partecipato ad un'edizione del programma televisivo sportivo Ninja Warrior.

## Carriera

### Universal Lucha Libre (1990–1993)
Dopo aver fallito l'esame di ammissione alla New Japan Pro-Wrestling (NJPW), Murakawa entrò nella Universal Lucha Libre e debuttò il 1º marzo 1990, contro Monkey Magic Wakita. In seguito adottò il ring name "Masa Michinoku". Interpretava la gimmick del giapponese folkloristico che indossava una cappa e un cappello kasa durante l'entrata sul ring. Anche Taka Michinoku avrebbe ricevuto una gimmick simile.
Durante un tour in Messico per la Universal Wrestling Association, Murakawa adottò il personaggio di Ninja Sasuke, un ninja ispirato al leggendario Sarutobi Sasuke. Iniziò ad indossare vestiti neri e una maschera da lottatore di lucha libre, utilizzando uno stile di combattimento ispirato alle arti marziali. Al ritorno in Giappone dopo una seconda tournée messicana, cambiò il proprio nome in "The Great Sasuke", e adottò la caratteristica maschera rossa, nera e bianca, ispirata al trucco kumadori, reminiscenza di quella indossata dal collega wrestler giapponese Mach Hayato.
Poco tempo dopo, Sasuke proclamò di essere in procinto di fondare una compagnia di wrestling a Tohoku, inizialmente pensata come succursale della Universal Lucha Libre, e lasciò la promozione portandosi dietro molti wrestler. Fondò quindi la Michinoku Pro Wrestling, prima compagnia indipendente di wrestling giapponese a non essere situata nella zona di Tokyo.

### Michinoku Pro Wrestling (1993–presente)

#### Nord America
Nel febbraio 1997, Sasuke e vari altri colleghi della MPW fecero un paio di apparizioni nella statunitense Extreme Championship Wrestling. In luglio, lui e Taka Michinoku lottarono anche due incontri nella World Wrestling Federation, uno dei quali all'evento In Your House 16: Canadian Stampede.

#### Mu no Taiyo

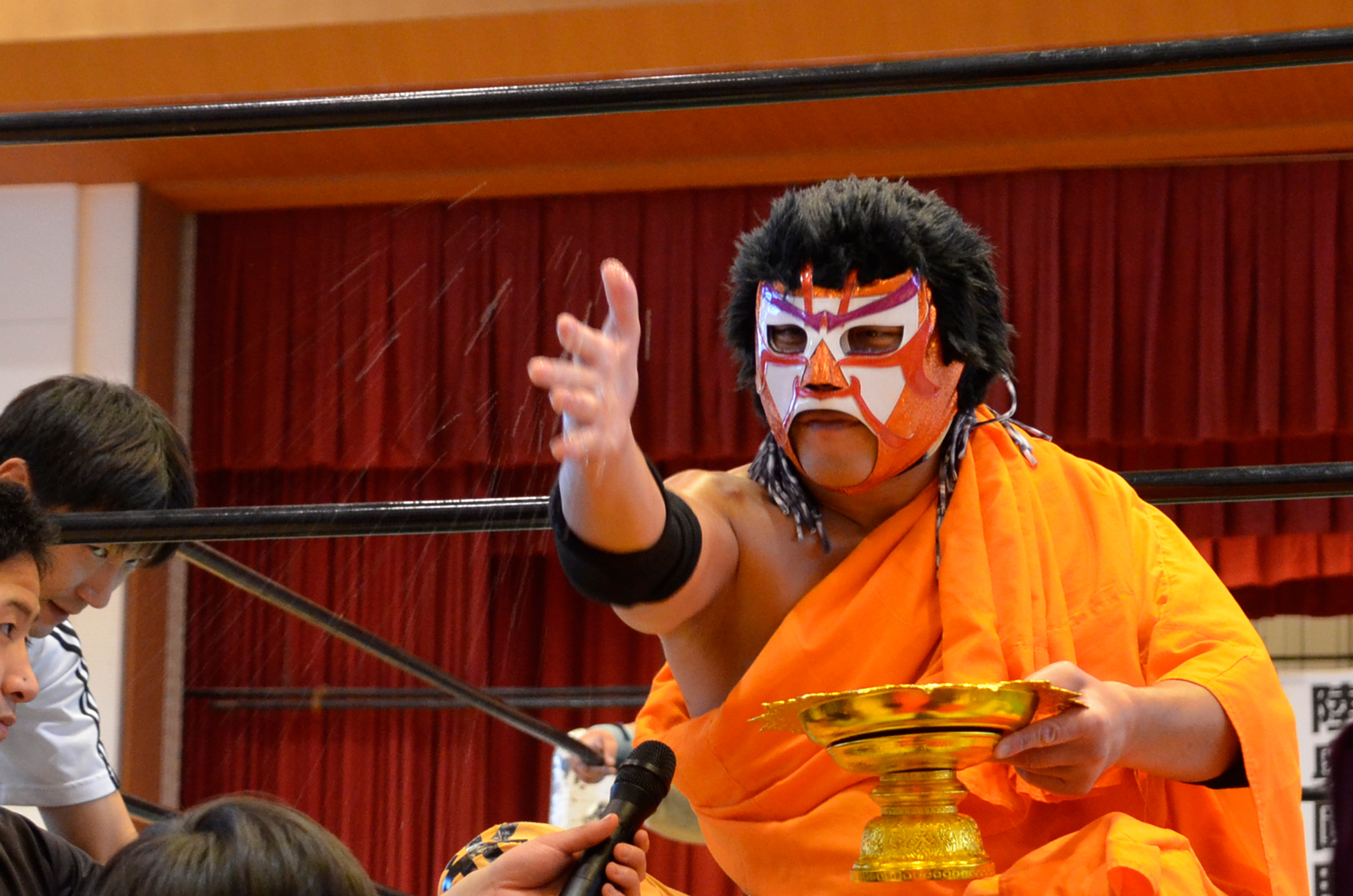
Sasuke come membro del Mu no Taiyo nel 2018.

Alla fine del 2013, Sasuke prese parte al classico "Great Space War" match, dove eseguì uno spogliarello insieme a Macho Pump parodiando il film Magic Mike. Tuttavia, per la prima volta nella storia della GSW, Kei e Shu Sato (ora conosciuti come The Brahman Brothers) sconfissero Sasuke dopo che quest'ultimo si era schiantato durante una pericolosa acrobazia, fatto che lo spinse a riflettere sullo stato delle cose. Allora Sasuke disse di essere a conoscenza che i Brahman stavano cercando di proteggere la Terra dagli invasori alieni, e chiese loro di unire le proprie forze per il bene comune. Questo portò alla creazione del Mu no Taiyo (ムーの太陽?, Mū no Taiyō), una stable a tema setta religiosa, con Sasuke in veste di leader messianico (indossando una nuova maschera modificata per ricordare i Brahman). Fu la prima volta che Sasuke passò dalla parte dei "cattivi" in molti anni.
All'inizio del 2021, i Brahman Brothers buttarono fuori Sasuke dal Mu no Taiyo a seguito di una sconfitta per mano di Yapper Men e GAINA. Due mesi dopo, Sasuke si riunì con Shinozaki e i due sconfissero il Mu no Taiyo per le cinture MPW Tohoku Tag Team Championship e UWA World Tag Team Championship.

## Vita privata
Il 19 febbraio 2009, Sasuke fu arrestato per aggressione ai danni di un trentaseienne che gli aveva scattato una foto senza permesso. Fu riportato che Sasuke si infuriò perché la foto era stata scattata di nascosto con un telefono cellulare. L'incidente ebbe luogo sulla linea ferroviaria Jōban Line nella stazione Minami-Senju. Tuttavia, tutte le accuse furono ritirate il 21 febbraio, dopo aver scontato 40 ore in prigione, quando Sasuke si scusò con l'uomo. La persona che aveva fotografato Sasuke disse di non averlo riconosciuto sul momento e che pensava fosse solo un tizio strambo che indossava una maschera in pubblico.

## Personaggio
Mosse finali
- Michinoku Driver (Double underhook brainbuster) – Innovatore
- Octopus hold[5]
- Ram Jam (Diving headbutt)[6] – 2009–2010
- Sasuke Special X Version 10.2 Segway (Missile dropkick alle spalle dell'avversario)[2] – 2004–presente
- Senton Atomico (High-angle senton bomb, talvolta da una scala)[2] – Innovatore
- Thunder fire powerbomb[2]

## Titoli e riconoscimenti
- Active Advance Pro Wrestling

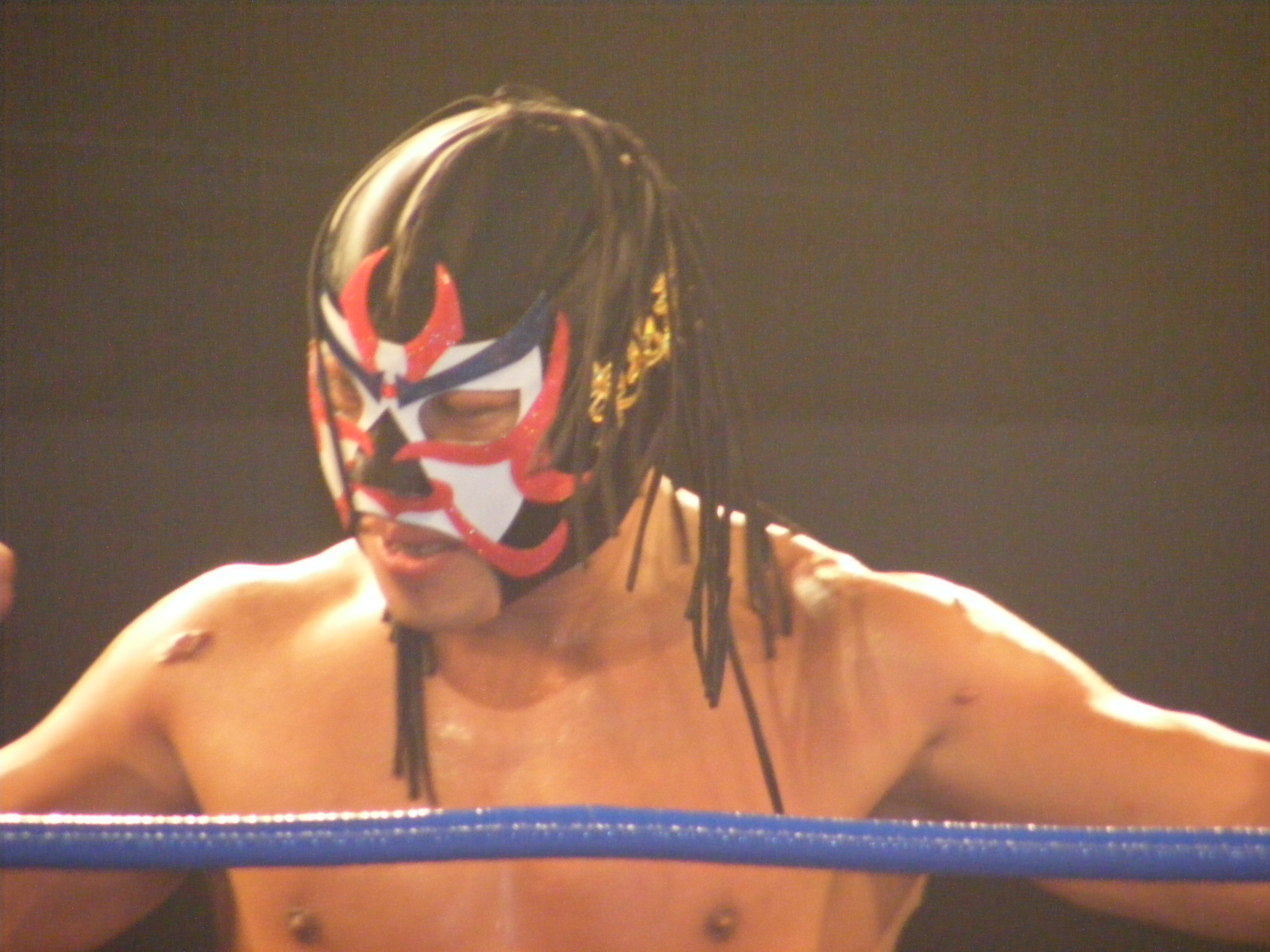
La caratteristica maschera di Great Sasuke

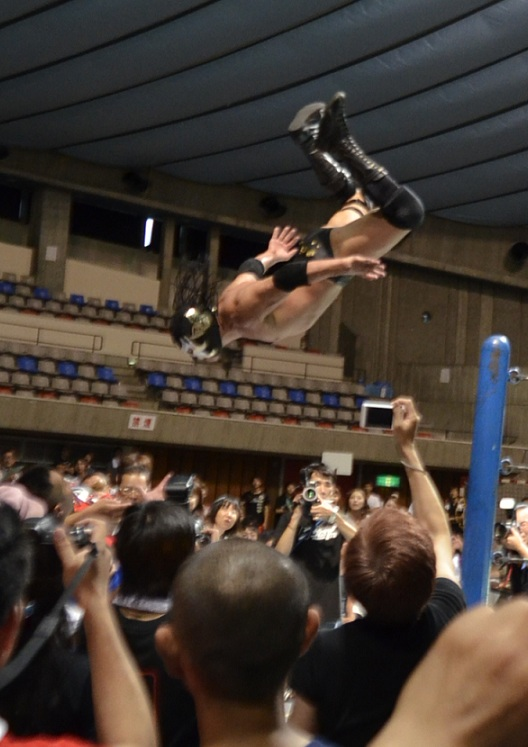
Sasuke si lancia dal ring nel settembre 2012.

  - Chiba Six Man Tag Team Championship (1) - con Brahman Shu e Brahman Kei
- DDT Pro-Wrestling
  - Greater China Unified Zhongyuan Tag Team Championship (1) – con Ricky Fuji[7][8]
- Frontier Martial-Arts Wrestling
  - FMW Independent World Junior Heavyweight Championship (1)
- Japan Indie Awards
  - Best Unit Award (2014) con Brahman Kei & Brahman Shu[9]
- Michinoku Pro Wrestling
  - British Commonwealth Junior Heavyweight Championship (2)
  - Tohoku Junior Heavyweight Championship (3)
  - Tohoku Tag Team Championship (4) – con Dick Togo (1), Yoshitsune (1), Brahman Kei (1) e Jinsei Shinzaki (1)
  - UWA World Tag Team Championship (1) – con Jinsei Shinzaki
  - Fukumen World League (2012)[10]
  - Futaritabi Tag Team League (1995) – con Kato Kung Lee
  - Futaritabi Tag Team League (1997) – con Super Delfin
  - Michinoku Trios League (2005)[11] – con Jinsei Shinzaki e Kesen Numajiro
- New Japan Pro-Wrestling
  - IWGP Junior Heavyweight Championship (1)
  - IWGP Junior Heavyweight Tag Team Championship (1) – con Jushin Thunder Liger
  - J-Crown (1)
  - NWA World Junior Heavyweight Championship (1)
  - NWA World Middleweight Championship (1)
  - NWA World Welterweight Championship (1)
  - UWA World Junior Light Heavyweight Championship (1)
  - WWA World Junior Light Heavyweight Championship (1)
  - WAR International Junior Heavyweight Championship (1)
  - One Night Eight Man Tag Team Tournament (1994) – con Gran Hamada, Shinjiro Otani & El Samurai
  - Junior Heavyweight Super Grade Tag League (1996) – con Black Tiger II
- Osaka Pro Wrestling
  - Osaka Pro Wrestling Tag Team Championship (1) – con Asian Cooger
- Pro Wrestling Illustrated
  - 23º nella lista dei migliori 500 wrestler singoli nei PWI 500 del 1996 e 1997
  - 92º nella lista dei migliori 500 wrestler singoli nei "PWI Years" del 2003
- Tokyo Sports
  - Topic Award (1993)
- Universal Wrestling Association / Universal Wrestling Federation
  - UWA/UWF Intercontinental Tag Team Championship (2) – con Gran Hamada (1) e Sasuke the Great (1)
- World Wrestling Federation / Entertainment
  - WWF Light Heavyweight Championship (2)
- World Wrestling Association
  - WWA World Middleweight Championship (1)
- Wrestling Observer Newsletter
  - Best Flying Wrestler (1994)
  - Best Wrestling Maneuver (1994) The Sasuke Special